# N-502
La N-502 és una carretera nacional d'Espanya que comunica Castella i Lleó amb Andalusia, per Extremadura i Castella-la Manxa. Comença en les proximitats d'Àvila i finalitza en el municipi d'Espiel, enllaçant amb la N-432, a uns 40 quilòmetres de la ciutat de Còrdova.

## Història
Aquesta carretera nacional va sorgir l'any 1987 a partir de la unió de diversos trams de carreteres comarcals que, en lloc de ser transferits a les Comunitats i Diputacions en 1984, com la majoria d'aquests, van quedar sota titularitat estatall. Encara que va passar a la xarxa nacional, en alguns trams conserva les característiques d'una comarcal, però en no gaire temps es realitzaran reformes per donar-li un caràcter de nacional, i en el tram Herrera del Duque – Talavera de la Reina, es convertirà en via ràpida.
Els trams de comarcal a partir dels quals es va formar aquesta carretera van ser:
- C-502 (Àvila-Toledo per Talavera): Tram La Serrada – Casar de Talavera
- C-503 (San Martín de Valdeiglesias – Almadén): Tram Talavera de la Reina – Almadén
- C-411 (Almadén-Posadas): Tram Almadén – Espiel

La resta de trams d'aquestes comarcals van passar a titularitat autonòmica. (C-502 a CM-4000, C-503 a AV-915 i CM-5001, i C-411 a A-3075).
També es van utilitzar en tot o en part les carreteres C-413, BA-V-4014, BA-V-4151 i CR-P-4194, però més tard es van construir nous trams de la N-502, per la qual cosa aquestes carreteres van deixar de ser part d'aquesta via, retornant-se als seus anteriors titulars.
Es preveia que en el futur es construís un tram de l'autopista Madrid-Còrdova (AP-41) paral·lel a la N-502, entre Almadén i Espiel, però va quedar descartat per la possibilitat d'ocasionar greus impactes mediambientals.

## Traçat
El traçat de la carretera és el següent:

### Província d'Àvila

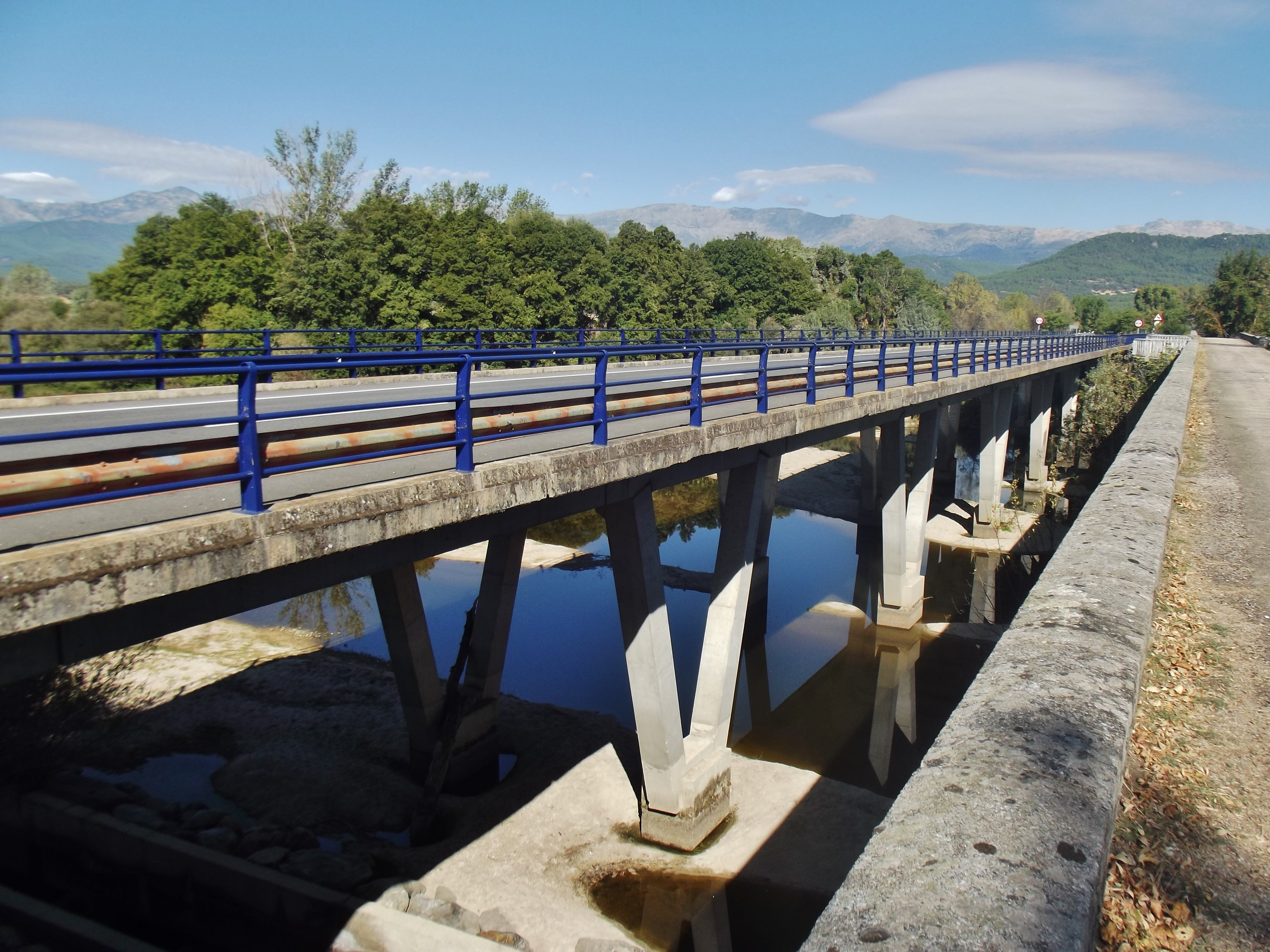
Viaducte de la N-502 sobre el riu Tiétar.

La N-502 comença a la localitat de La Serrada, en un encreuament amb la N-110. Després, descendeix a la Serra de Gredos creuant els municipis de Solosancho, Robledillo, La Hija de Dios i Mengamuñoz. Entra en la serra pel Port de Menga i descendeix a la vall de l'Alberche. A continuació, puja al Port del Pico i descendeix a la Vall del Tiétar per Cuevas del Valle i Mombeltrán. Voreja Sorres de Sant Pere per l'est i es creua amb la CL-501 en passar Ramacastañas. Abandona la província d'Àvila després de passar un pont sobre el Tiétar.

### Província de Toledo
La N-502 descendeix fins a Talavera passant per Velada, Gamonal i Casar de Talavera. A continuació, es creua amb l'autovia A-5 i circunvala Talavera de la Reina pel sud-oest. Després, canvia d'adreça novament cap al sud-oest, creuant els pobles d'Alcaudete de la Jara, Belvís de la Jara, La Nava de Ricomalillo i Sevilleja de la Jara. Abandona la província passant el Puerto del Rey.

### Província de Badajoz
Després de creuar el port, entra a Extremadura, recorrent breument la província de Càceres, per passar a la de Badajoz. Voreja el poble de Castilblanco, pansa un pont sobre el Guadiana, travessa Herrera del Duque i descendeix a Fuenlabrada de los Montes. Després es creua amb la N-430 i s'uneix a ella durant uns quilòmetres adreça aquest. Després de la qual cosa se separa de nou, reprenent el sentit sud.

### Província de Ciudad Real
Entra a Ciudad Real pel municipi d'Agudo, contínua passant per Valdemanco del Esteras, i ascendeix al Port Gran. Voreja a continuació el municipi de Chillón i es creua en Almadén amb la CM-415 i la CR-424. Descendeix al Palau de Moret, es creua amb la CR-4202, la qual es dirigeix a Alamillo i abandona Castella-la Manxa després de passar un encreuament a Guadalmez.

### Província de Còrdova
Finalment, entra a Andalusia per la serra i municipi de Santa Eufemia. Continua travessant els municipis d'El Viso i Alcaracejos, on es creua amb l'A-423. Pansa el Port Calatraveño i descendeix fins a Espiel, on enllaça finalment amb la N-432.